# Anacardium caracolii
Anacardium caracolii là một loài thực vật có hoa trong họ Đào lộn hột. Loài này được Mutis ex Alba mô tả khoa học đầu tiên năm 1958.